# EC 1.13.99
La EC 1.13.99 è una sotto-sottoclasse della classificazione EC relativa agli enzimi. Si tratta di una sottoclasse delle ossidoreduttasi che include enzimi (noti comunemente come ossigenasi) che agiscono su singoli donatori di elettroni contenenti O2 come ossidante. L'ossigeno incorporato non deriva per forza dall O2.

## Enzimi appartenenti alla sotto-sottoclasse
| numero EC    | nome accettato                       |
| ------------ | ------------------------------------ |
| EC 1.13.99.1 | inositolo ossigenasi                 |
| EC 1.13.99.3 | triptofano 2'-diossigenasi           |
| EC 1.13.99.2 | benzoato 1,2-diossigenasi            |
| EC 1.13.99.4 | 4-clorofenilacetato 3,4-diossigenasi |